# Miroslav Kroc
Miroslav Kroc (* 4. března 1967) je český politik a ekonom, od roku 2024 senátor za obvod č. 8 – Rokycany, od roku 2024 zastupitel Plzeňského kraje, od roku 2014 starosta obce Břasy na Rokycansku, v letech 2016 až 2024 místostarosta, od roku 2024 1. místostarosta České obce sokolské, v minulosti nestraník za ODS, později nestraník za hnutí STAN.

## Život
Jeho profesní dráha je spojena s veřejnou správou třicet let – nejdříve působil ve státní správě, od roku 2014 v samosprávě. Začínal na okresním úřadu, kde byl později jmenován přednostou. Potom pokračoval jako ředitel územního pracoviště pro správu státního majetku na území dvou krajů a osm let se věnoval práci na Ministerstvu vnitra ČR v oblastech školství, vědy a výzkumu, sportu a také sociální a zdravotní oblasti. Na ministerstvu zastupoval ČR v mezinárodních organizacích a v době českého předsednictví v EU v roce 2009 zajišťoval potřebná jednání.
Od ledna 2022 je členem správní rady obecně prospěšné společnosti Regionální rozvojová agentura Plzeňského kraje. Je dlouhodobě činný v České obci sokolské. Od června 2016 do dubna 2024 byl místostarostou Sokola, v dubnu 2024 byl zvolen 1. místostarostou spolku.
Miroslav Kroc žije v obci Břasy na Rokycansku, konkrétně v části Stupno.

## Politické působení
V komunálních volbách v roce 1994 byl zvolen jako nestraník za ODS zastupitelem obce Břasy. V komunálních volbách v roce 1998 nekandidoval. Znovu zvolen byl až ve volbách v roce 2014 jako nezávislý a lídr kandidátky subjektu „SNK Pro harmonický rozvoj obce“, následně se v listopadu 2014 stal starostou obce a ve funkci tak nahradil Františka Bláhu. Ve volbách v roce 2018 pak mandát zastupitele obce obhájil, opět jako nezávislý a lídr kandidátky subjektu „Pro harmonický rozvoj obce“, v listopadu 2018 byl po druhé zvolen starostou obce. Stejně tak ve volbách v roce 2022 byl zvolen zastupitelem obce jako nezávislý z pozice lídra kandidátky subjektu „Pro harmonický rozvoj obce“, v říjnu 2022 se stal po třetí starostou obce. Pod jeho vedením získala v roce 2017 obec titul Vesnice roku v Plzeňském kraji. On sám v roce 2022 získal v soutěži Svazu měst a obcí ČR ocenění „Nejlepší starosta 2018–2022 Plzeňského kraje“.
V krajských volbách v roce 2020 kandidoval jako nestraník za ODS na kandidátce subjektu „ODS s podporou TOP 09 a nezávislých starostů“ do Zastupitelstva Plzeňského kraje, ale neuspěl.
V krajských volbách v roce 2024 úspěšně kandidoval do Zastupitelstva Plzeňského kraje z 12. místa kandidátky hnutí STAN jako nestraník. Vlivem preferenčních hlasů skončil třetí.
Ve volbách do Senátu PČR v roce 2024 kandidoval jako nestraník za hnutí STAN v obvodu č. 8 – Rokycany. V prvním kole skončil druhý, když získal 24,97 % hlasů. Ve druhém kole se utkal s členem hnutí ANO Petrem Vankou, kterého porazil poměrem hlasů 56,12 % : 43,87 % a stal se tak senátorem.